# جوسارا، باهيا
جوسارا، باهيا هي بلدية في ولاية باهيا في المنطقة الشمالية الشرقية من البرازيل.   